# WDK
WDK, właśc. Waldemar Dańczak (ur. 20 czerwca 1978 w Przemyślu) – polski producent muzyczny i inżynier dźwięku. Członek formacji The NuClear Headz. Współtworzy także duet producencki Holosonix. Jako producent współpracował m.in. z takimi wykonawcami jak: Mor W.A., DonGURALesko, Tede oraz Pokój z Widokiem na Wojnę. Poza działalnością artystyczną prowadzi studio nagraniowe Spektrum. Wcześniej prowadził studio wytwórni muzycznej Wielkie Joł.

## Życiorys
WDK wspólnie z Jaoshem (MC) stworzyli fundamenty przemyskiego podziemia w latach 1996−2003 wydając 5 nielegali jako 016 (później ZJS Fundament).
Możliwość zaistnienia na krajowym rynku muzycznym umożliwia m.in. magazyn Klan, w którym kilkakrotnie pojawiają się kawałki wyprodukowane przez WDK. Nieco później WDK i Jaosh nagrywają "4 lata" – numer do którego powstał teledysk przy współpracy z labelem Doperacja z Krakowa. Produkcja WDK została zauważona, co otworzyło większe możliwości współpracy z MC z całej polski. Od tamtej pory WDK pojawia się na płytach wielu wykonawców, powstaje też kilka teledysków do jego produkcji.
Od samego początku muzyka autorstwa WDK charakteryzuje się specyficznym brzmieniem, sposobem ułożenia sampli, bębnów, linii basu. Oprócz produkcji muzyki, w czasach współpracy z Jaoshem, WDK zajmował się DJ-ingiem oraz turntablismem.
Na początku roku 2006 WDK i Pietz – producent z Rzeszowa, łączą siły i powstaje team producencki NuClear Headz. W tym samym roku powstaje Studio Nagrań "Spektrum" – założone i prowadzone przez WDK. Produkcje ze studia pojawiają się m.in. na płytach Familii HP "Soundsystem", Mor W.A. "Uliczne Esperanto" (w studio wykonano również miks i mastering tej płyty), Owala "Sens życia".
WDK był również związany z wytwórnią Wielkie Joł. Jest odpowiedzialny za całą stronę muzyczną piątej solowej płyty Tede "Ścieżka Dźwiękowa" której premiera miała miejsce 19 czerwca 2008.

## Dyskografia
- Fenomen – Sam na sam (2003, Blend Records)[3]
- Liber – Bógmacher (2004, UMC Records)[4]
- Owal/Emcedwa – Epizod III: Wirus (2004, UMC Records)[5]
- Endefis – Być albo nie być (2005, UMC Records)[6]
- Juras, Wigor – Wysokie loty (2005, Prosto)[7]
- Ascetoholix – Adsum (2006, UMC Records)[8]
- Familia H.P. – Soundsystem (2007, Embryo)[9]
- Mor W.A. – Uliczne Esperanto (2007, EMI)[10]
- Fenomen - Outsider (2007, My Music)[11]
- DonGURALesko – El Polako (2008, 5 Element Studio)[12]
- Tede – Ścieżka dźwiękowa (2008, Wielkie Joł)[13]
- Liber - Wczoraj i dziś (2009, My Music)[14]
- Konstruktor - Rekonstrukcja (2009, Palto Płyty)[15]
- Pokój z Widokiem na Wojnę – 2010 (2010, Prosto)[16]